# Fernando da Áustria (cardeal-infante)
Fernando da Áustria, o Cardeal-infante (em castelhano:  Fernando de Áustria, em alemão:  Ferdinand von Habsburg; 16 de maio de 1609 — 9 de novembro de 1641) foi um Infante de Espanha, Infante de Portugal (até 1640), Governador dos Países Baixos espanhóis, Cardeal da Santa Igreja Católica, Arquiduque da Áustria, Arcebispo de Toledo (1619-1641) e comandante militar durante a Guerra dos Trinta Anos.

## Biografia

### Juventude
Nasceu em El Escorial, perto de Madrid, em 1609. Era filho do rei Felipe III e da rainha Margarida da Áustria. Em 7 de junho, festa do Espírito Santo , foi batizado no mesmo lugar de nascimento, o mosteiro de El Escorial, pelo Arcebispo de Toledo, Dom Bernardo de Sandoval; sendo seus padrinhos seus irmãos o Príncipe Felipe e a Infanta Ana.  O pai queria que o infante Fernando entrasse no clero católico. Assim, em 1619, o infante foi nomeado arcebispo de Toledo e pouco tempo depois foi designado cardeal. Fernando não foi ordenado sacerdote, algo comum naquela época em que um membro da realeza ou da aristocracia ocupava cargo eclesiástico.

### Eventos notáveis

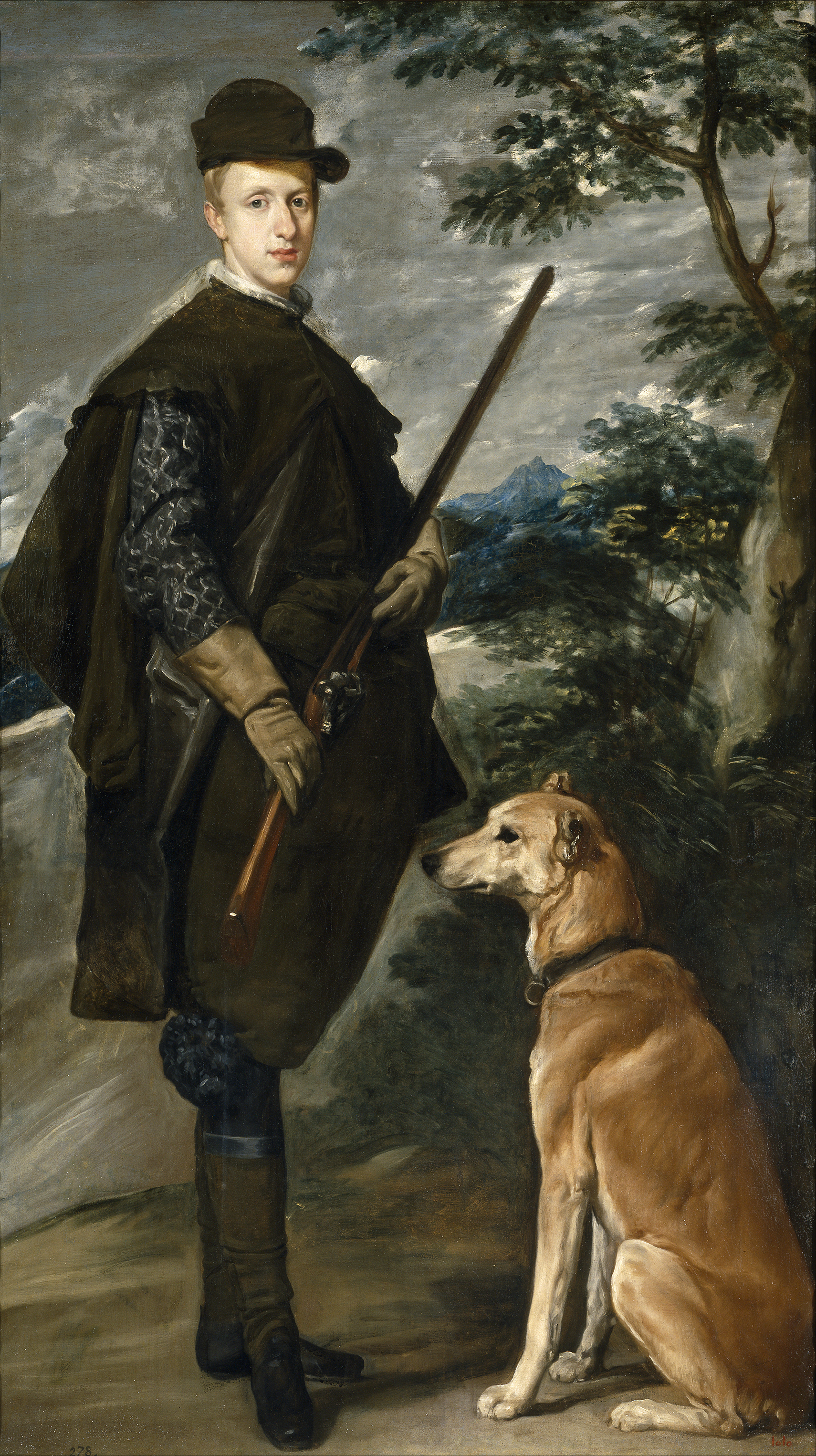
O Cardeal-Infante Ferdinand da Áustria como caçador por Velázquez (Museo del Prado).

Em 1632 foi nomeado vice-rei da Catalunha, deixando a Corte de Madri, para onde jamais voltaria. Na Catalunha permaneceu pouco tempo, pois estava programado para substituir sua tia Isabel Clara Eugênia no cargo de governadora da Holanda espanhola.
Devido à hostilidade da marinha holandesa na época não foi possível fazer a viagem de barco. O Cardeal-Infante foi a Gênova em 1633 para se encontrar com um exército. Ele planejava se mudar de Milão para a Holanda espanhola atravessando a Lombardia, o Tirol, a Suábia e seguindo o Reno.
Fernando pensou em proteger a rota com uma série de guarnições e, ao mesmo tempo, apoiar as forças de seu primo, o rei Fernando da Hungria (futuro imperador Fernando III), que liderava o exército imperial contra os suecos durante a Guerra dos Trinta Anos .
Ele ordenou que metade de seu exército avançasse sob o comando de Gómez Suárez de Figueroa , duque de Feria, mas esse contingente sofreu pesadas baixas durante o confronto com as tropas suecas sob o comando do duque Bernardo de Saxe-Weimar e Gustaf Horn .
Diante dessa situação, os Habsburgos solicitaram a ajuda de quatro mil soldados da cavalaria do general Albrecht von Wallenstein, mas ele negou o pedido e os comandantes do Cardenal-Infante tiveram que conseguir novas forças por seus próprios meios. Ferdinand pôde continuar sua jornada em 1634, encontrando-se na Baviera com os remanescentes do exército do Duque de Feria, falecido em janeiro de 1634.

### Batalha de Nördlingen

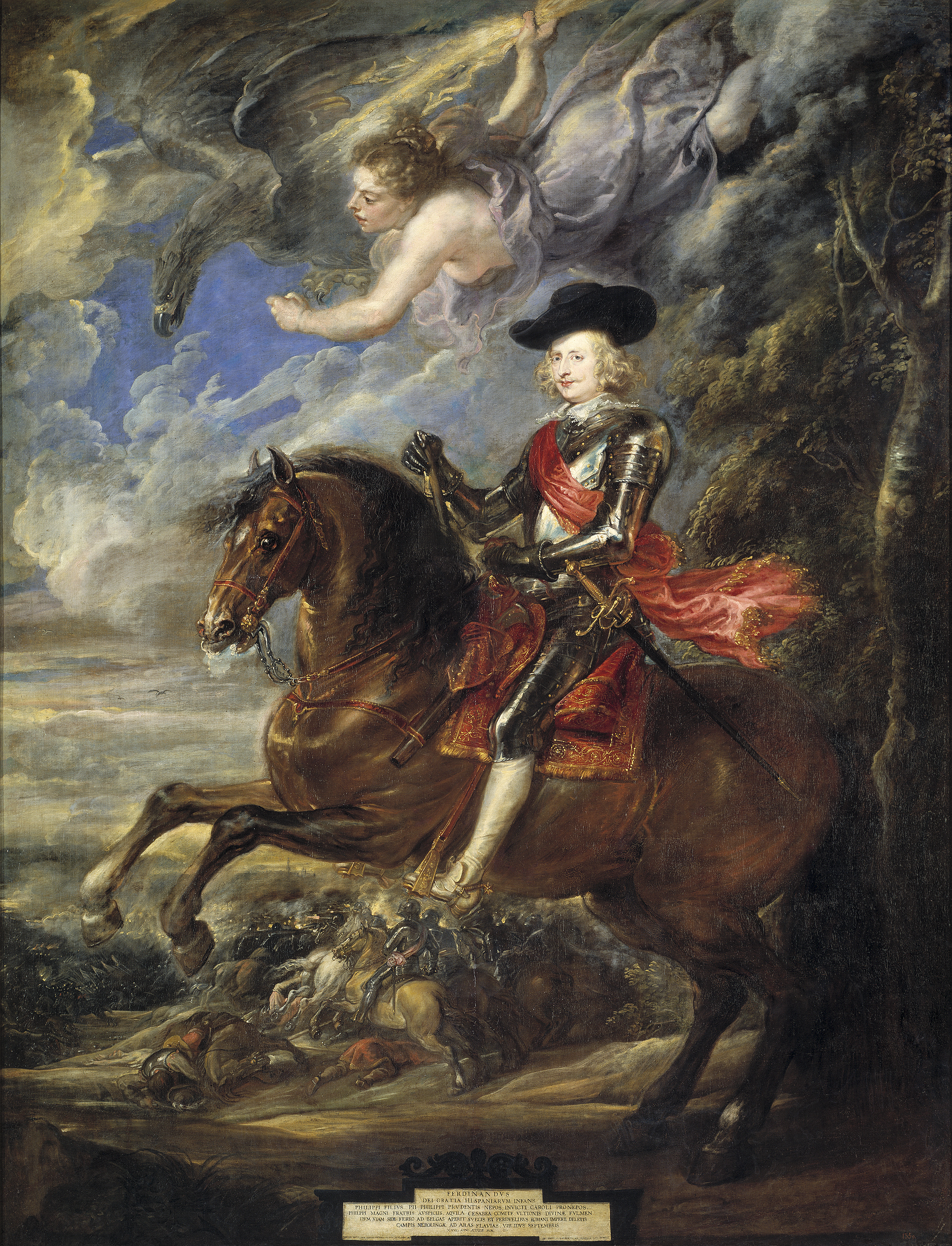
Fernando da Áustria na batalha de Nördlingen, de Rubens (Museu do Prado).

O rei Fernando da Hungria conseguiu derrotar o exército sueco em Regensburg em julho de 1634. O monarca húngaro e seu primo, o cardeal infante Fernando da Áustria, apressaram-se em unir seus exércitos. As forças suecas do duque Bernardo de Saxe-Weimar e Gustaf Horn tentaram desesperadamente impedir esta fusão, mas não conseguiram alcançar as tropas de Fernando da Hungria.
Fernando de Austra cruzou o rio Danúbio em agosto de 1634 e, em setembro daquele ano, os dois exércitos, já unidos, acamparam ao sul da cidade de Nördlingen, na Suábia. Naquela época, Nördlingen era protegido por uma pequena guarnição sueca. Logo depois, as forças de Bernard de Saxe-Weimar e Gustaf Horn chegaram a Nördlingen.
Esses eventos levaram à decisiva Batalha de Nördlingen  Junto com seu primo, o rei da Hungria, Fernando da Áustria se preparou para a batalha, ignorando as advertências em contrário de generais mais experientes, como Matthias Gallas. Os duques Bernardo e Horn também fizeram preparativos, mas naquela época, além de manter divergências pessoais, subestimaram a superioridade numérica de seus inimigos.
Os relatórios estimavam a força da infantaria inimiga em 7.000 homens e não 21.000 em comparação com os 16.000 que compunham a infantaria sueca. No decorrer da batalha, quase tudo que poderia dar errado para as forças suecas acabou dando, e os dois primos da Casa da Áustria obtiveram uma excelente vitória militar. Gustaf Horn foi feito prisioneiro, o exército sueco destruído e seus remanescentes fugiram para Heilbronn .

### Governador Geral da Holanda Espanhola
O rei Fernando da Hungria tentou convencer o primo a permanecer na Alemanha mas, pouco depois da batalha, o cardeal deslocou-se com as suas tropas para Bruxelas, cidade a que chegou no final de 1634 . Devido à impopularidade do clero na época em Bruxelas, como governador-geral, ele minimizou seu status eclesiástico enfatizando sua autoridade secular. Ferdinand, habilidoso como político e diplomata, rapidamente reformou o governo e a organização militar na Holanda espanhola e conseguiu o apoio dos flamengos contra a França .
Os poderes do cardeal eram secretamente limitados porque os comandantes do exército eram obrigados a seguir as instruções vindas da Espanha, mesmo que fossem contrárias às ordens de Fernando. Em 1635 os franceses decidiram atacar, juntamente com os holandeses, a cidade de Leuven, a partir de Maastricht. No entanto, os holandeses vacilaram e eventualmente os franceses se retiraram, tornando mais fácil para Fernando da Áustria conquistar Diest, Goch, Gennep, Limburg e Schenk.
Em 1636 o cardeal retirou os poderes dos últimos padres protestantes na Holanda espanhola e continuou a expansão militar dos Habsburgos espanhóis com a captura de Hirson, Le Catelet e La Capelle no norte da França, onde chegou a ameaçar Paris tomando Corbie, um cento e trinta quilômetros da capital francesa. Ele foi incapaz de continuar esta ofensiva, perdendo o terreno que havia conquistado, mas garantiu Luxemburgo por meio de contingentes croatas .

### Fim
Após dez meses de cerco, em 10 de outubro de 1637, o Príncipe de Orange, Frederico Henrique de Nassau, tomou Breda, após doze anos sob controle espanhol. Apesar da tentativa do cardeal de socorrê-la, ele não conseguiu libertá-la adequadamente do cerco holandês devido à pressão francesa do sul, embora tenha recapturado Roermond e Venlo.
Perdeu também, para os franceses Landrecies e Damvilliers . Ele não conseguiu conduzi-los além do norte de Maubeuge, e esse processo envolveu perdas territoriais para a França. Ferdinand foi realmente capaz de manter Antuérpia, Chatillon (Saint-Léger), Saint Omer e Geldern, mas perdeu Arras em 1640.
Mais perigosos que os adversários no campo de batalha eram os inimigos que Fernando da Áustria tinha na corte espanhola. Eles circularam numerosos rumores infundados que tentavam minar a reputação do cardeal.
Em uma delas, ele foi acusado de querer se tornar um governante independente da Holanda espanhola com a ajuda do rei da França. Em outro, afirmava-se que um casamento entre o cardeal e a filha do duque de Orleans estava sendo considerado na Corte da França.
Naquela época, o Império Espanhol estava imerso em uma situação financeira e militar ruim. Em Portugal começou uma revolta para separar-se da Coroa espanhola. O cardeal chegou a dar ordens contraditórias para enviar tropas para ajudar a reprimir a revolta portuguesa.
Fernando da Áustria adoeceu durante o cerco de Aire-sur-la-Lys (recapturado pelos espanhóis em 7 de dezembro) e morreu em Bruxelas em 9 de novembro de 1641. Acredita-se que sua morte tenha sido causada por exaustão associada à doença. Os relatos falam de uma úlcera estomacal, mas havia rumores que apontavam para um possível envenenamento como causa da morte. Seu corpo foi enviado para a Espanha em 1643.
Ele tinha uma filha ilegítima, Anne de la Croix, que nasceu em Bruxelas em 1641 e se tornou freira. Morreu em Madrid em 1715.
As disputas geradas por sua sucessão como governador-geral da Holanda ocasionaram o fim da aliança entre o imperador e a corte de seus parentes espanhóis. O imperador Fernando III (antigo camarada de armas do cardeal) apoiou seu irmão, o arquiduque Leopoldo Guilherme da Áustria, um infeliz militar, mas hábil governante, e em Madri as pessoas pensaram em João José de Áustria, filho natural do rei Filipe IV e atriz María Calderón. A investidura como governador de Juan José da Áustria foi adiada e a Coroa espanhola perdeu o controle sobre grande parte da Holanda espanhola sob o fraco governador interino Francisco de Melo, conde de Assumar.